# Улица Налбандяна (Ереван)
Улица Налбандяна (арм. Նալբանդյան փողոց) — улица в Ереване, Армения. Расположена в центральном районе Кентрон, проходит с юго-запада на северо-восток от площади Республики до улицы Чаренца. Улица носит имя армянского писателя и поэта Микаэла Налбандяна. Длина улицы составляет 1600 м.

## История
Строительство и благоустройство улицы началось в 1860 году и длилось почти 30 лет. Именно в этот период улица приобретает типичную архитектурную целостность благодаря наличию построенных на ней общественно-административных учреждений.
В XIX веке эта улица считалась второй по важности после Астафьевской (ныне — улица Абовяна) и носила название — Губернаторская, так как на ней находилась резиденция Ереванского губернатора.
В 1884 году улица получила имя полководца Аршака Тер-Гукасова. В 1920 году она была переименована в Азатамарти, а с 1921 года носит нынешнее название — улица Налбандяна.

## Примечательные здания и сооружения
- № 21 и № 23 — два симметричных трёхэтажных полукруглых дома, построенных в конце 1920-х годах у пересечения с улицей Туманяна по проекту архитектора Н. Буниатяна[3]. В доме № 21 находятся дом-музей Александра Спендиарова и Федерация бокса Армении.
- № 48 — Бывшее здание Палаты Государственного казначейства Ереванской губернии. Построено в 1901 году по проекту архитектора Василия Мирзояна в стиле неоклассицизма. Это двухэтажный дом из чёрного туфа. Его подъезд оформлен двухколонным портиком. В 1901—1917 годах в здании располагались казенная палата и казначейство Ереванской губернии[2].
- № 104 — Служба национальной безопасности Армении
- № 128 — Армянский государственный экономический университет
- № 130 — Полиция Республики Армения
- Памятник Микаэлу Налбандяну (1965, ск. Н. Никогосян, арх. Дж. Торосян) — у пересечения с улицей Ханджян.
- Памятник Андрею Сахарову (2001, ск. Тигран Арзуманян, Фердинанд Аракелян, арх. Левон Галумян)[4] — на площади Сахарова.
- Станция метро «Площадь Республики» — у площади Республики.

## Известные жители

Мемориальная доска Хорену Абрамяну

д. 3 — Дрон Тер-Акопян (мемориальная доска)
д. 7 — Хорен Абрамян (мемориальная доска)
д. 45 — Арташес Матевосян (мемориальная доска)
д. 47 — Александр Тамамшев (мемориальная доска), Ашот Рухкян (мемориальная доска), Левон Арутюнян (мемориальная доска)
д. 50 — Фаддей Сарьян (мемориальная доска)

## Галерея

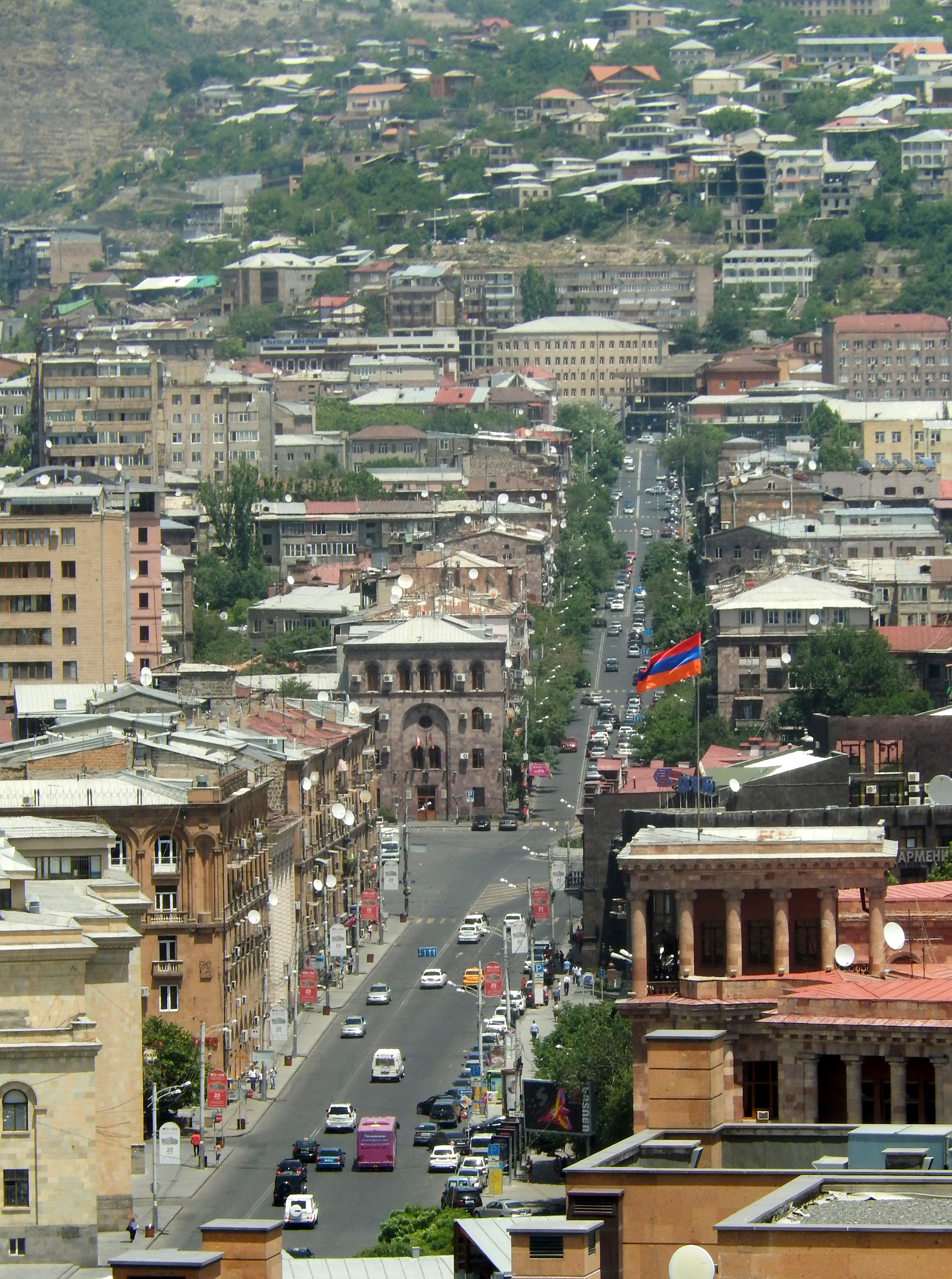
Общий вид улицы
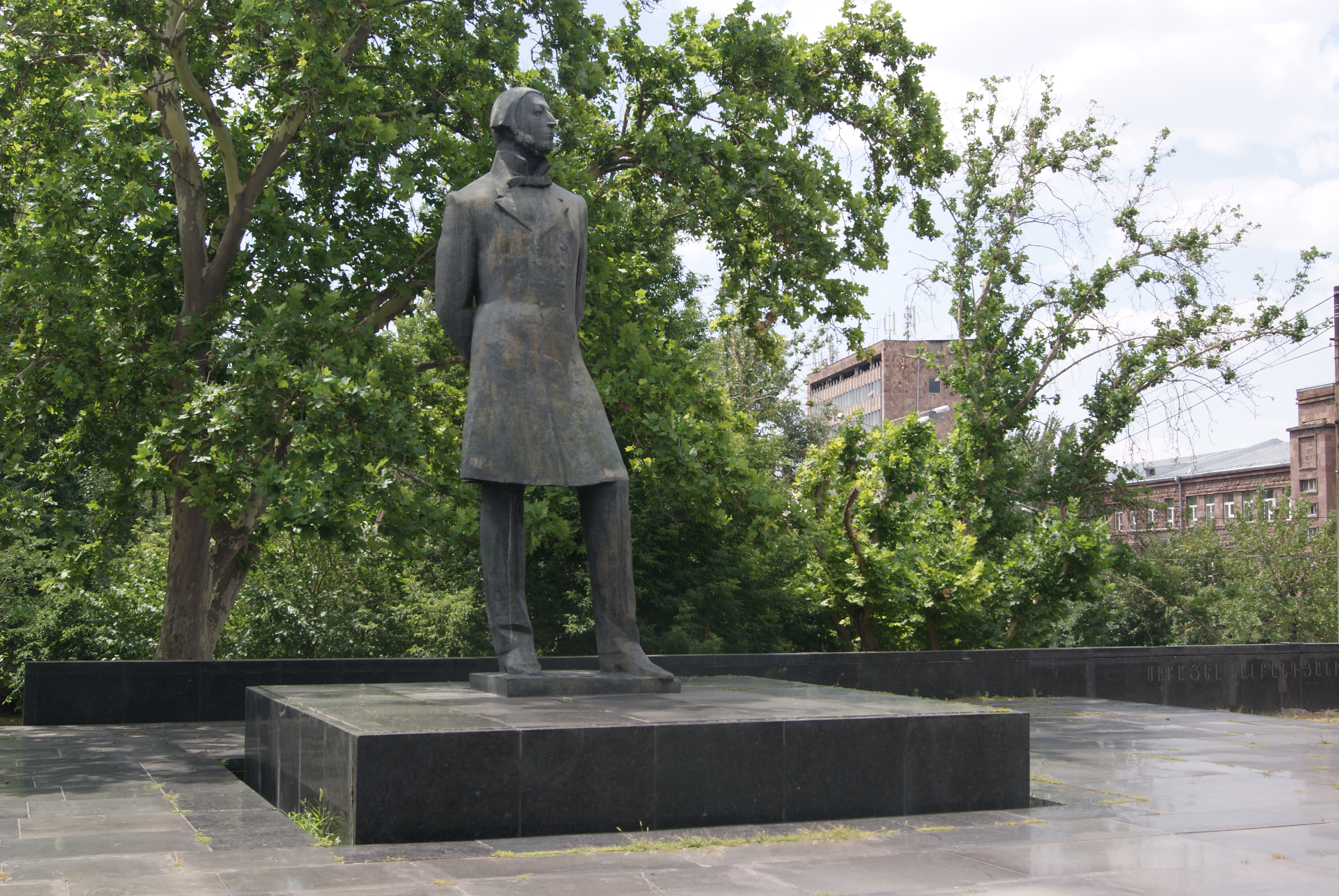
Памятник Микаэлу Налбандяну
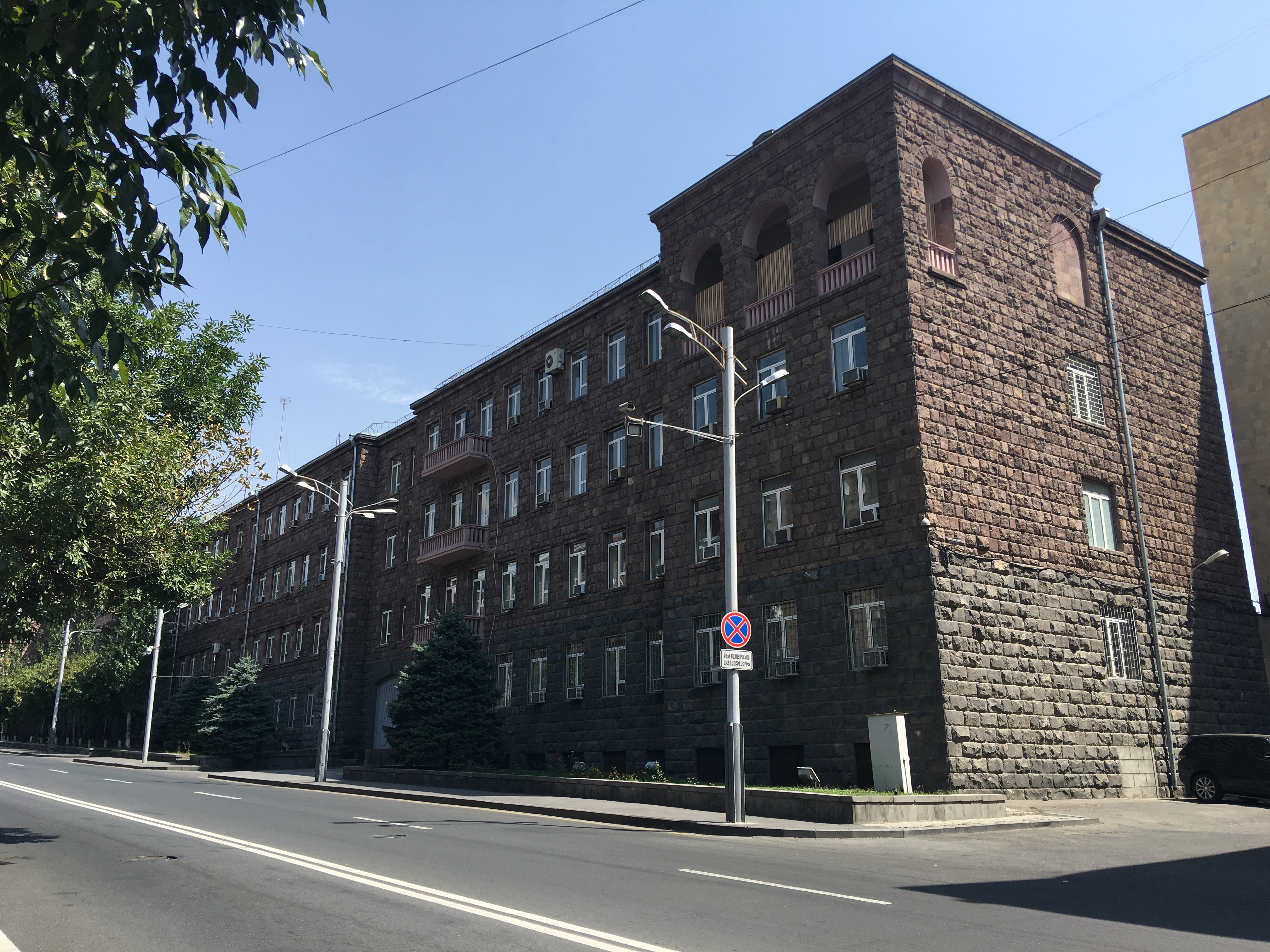
Здание Службы национальной безопасности Армении
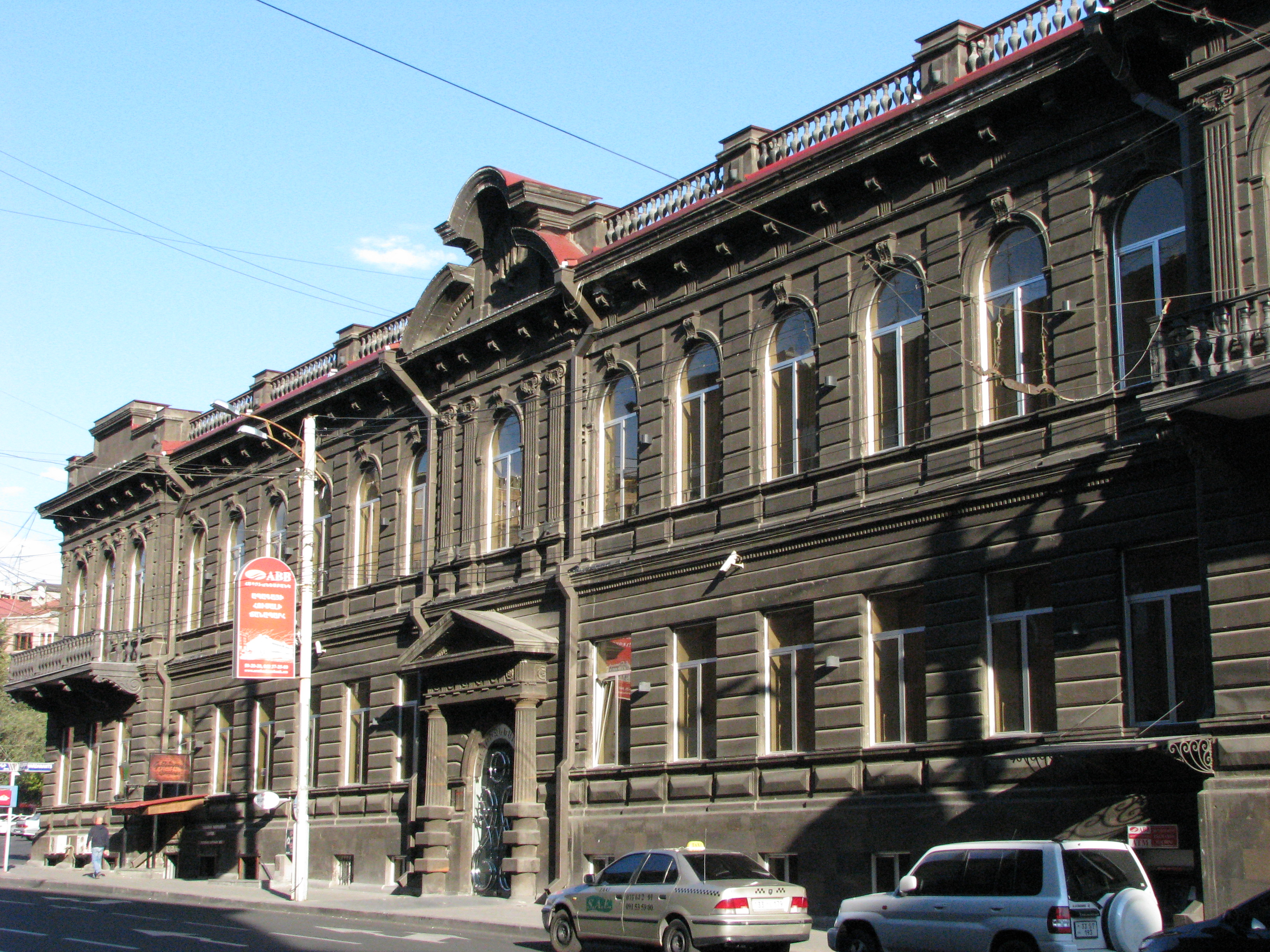
Бывшее здание Палаты Государственного казначейства Ереванской губернии
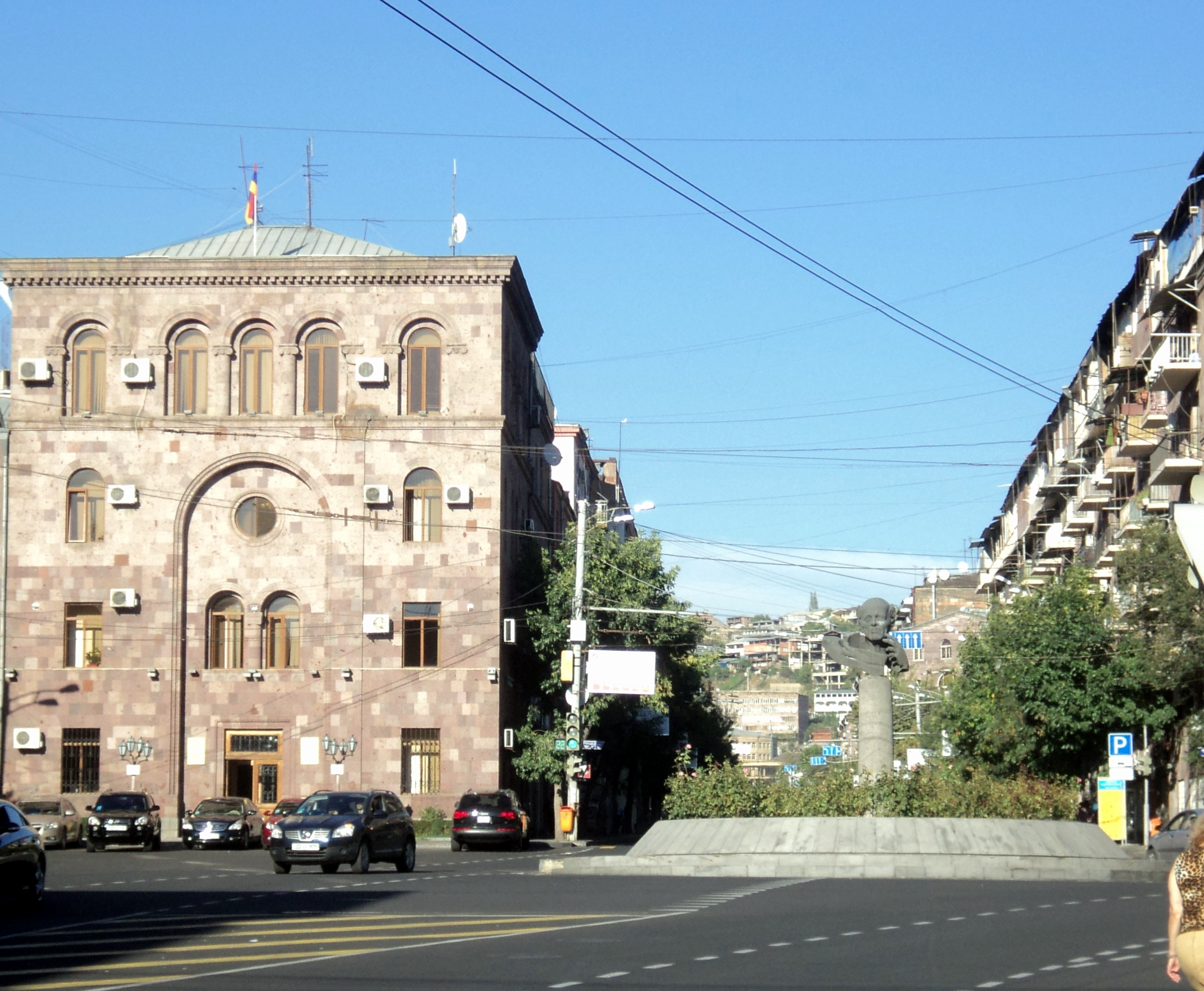
Площадь Сахарова